# بيتر تالبوت (قاضي)
بيتر تالبوت (بالإنجليزية: Angus Talbot)‏ هو قاضي أسترالي، ولد في 11 أغسطس 1936 في سيدني في أستراليا.